# Gangarides grandis
Gangarides grandis är en fjärilsart som beskrevs av Clayton Dissinger Mell 1922. Gangarides grandis ingår i släktet Gangarides och familjen tandspinnare. Inga underarter finns listade i Catalogue of Life.